# Barzy-en-Thiérache
Barzy-en-Thiérache település Franciaországban, Aisne megyében. Lakosainak száma 317 fő (2022. január 1.). Barzy-en-Thiérache Bergues-sur-Sambre, Boué, Fesmy-le-Sart, Le Nouvion-en-Thiérache, Beaurepaire-sur-Sambre és Prisches községekkel határos.

## Népesség
A település népességének változása:
| Lakosok száma | 405  | 317  | 308  | 300  | 314  | 322  | 330  | 323  | 320  | 317  |
|               | 1968 | 1982 | 1990 | 2006 | 2013 | 2015 | 2017 | 2019 | 2020 | 2022 |